# Lester (Washington)
Lester war eine Kleinstadt (Town) am Stampede Pass, genau südlich des Snoqualmie Pass im King County im US-Bundesstaat Washington. Sie wurde 1892 von der Northern Pacific Railway (heute: BNSF Railway) gegründet. Lester liegt entlang der heutigen National Forest Development Road 54; das Land gehört der Tacoma Water, einer Tochter der Tacoma Public Utilities.
Es handelt sich um eine der wenigen Geisterstädte im Staat Washington. Obwohl die meisten freistehenden Gebäude 2017 abgerissen wurden, gibt es noch einige Überreste der Siedlung.

## Geschichte
Lester wurde 1891 als Holzfällercamp „Deans“ gegründet, benannt nach dem Eigentümer der Dean’s Lumber Company. 1886 baute die Northern Pacific Railway einen großen Bahnhof, einen Lokschuppen, ein Kohle-Lager und weitere Einrichtungen für den Betrieb von Dampflokomotiven, die den Stampede Pass überquerten; Lester lag am Fuß der stärksten Steigung der Bahnstrecke. Die Stadt wurde in „Lester“ nach dem Telegrafisten der Northern Pacific, Lester Hansaker, umbenannt.
Obwohl eine Serie von Waldbränden 1902 die lokale Forstwirtschaft ruinierte, blieb Lester als Werkssiedlung für die Northern Pacific bestehen. In den 1920er Jahren erreichte die Bevölkerung mit etwa 1.000 Einwohnern ihr Maximum; die meisten modernen Gebäude und Einrichtungen wurden während dieses Jahrzehnts gebaut. Während der 1940er und 1950er Jahre erfolgte ein Wandel der Wirtschaftsstruktur von der Eisenbahnsiedlung zur Forstwirtschaft, als die Soundview Pulp Company neue Holzfällerlager in Lester einrichtete, die später von der Scott Paper Company übernommen wurden.
Die Stadt Tacoma begann 1963 Liegenschaften in Lester zu erwerben, um den Schutz des Einzugsgebietes des Green River zu sichern, das der Stadt als Trinkwasserquelle dient. Tacoma plante, den Zugang zur Siedlung zu sperren, was zu Protesten führte; beim sogenannten „Battle of the Lester Gate“-Vorfall wurden Tore auf der einzigen ständig befahrbaren Zufahrtsstraße nach Lester zerstört. Das King County untersagte der Stadt Tacoma die Blockade nach Lester unter der Annahme, das County sei Eigentümer der Straße. Der King County Superior Court entschied im Juli 1962 zugunsten von Tacoma, das die Tore nach Lester weiter geschlossen halten dürfte. Das Gericht bestimmte später (1965), das Unvermögen des Countys, andere Landbesitzer einbezogen zu haben, hätte die Möglichkeiten des Gerichts, den Fall zu entscheiden, behindert.
Das Scott Camp in Lester war eines der letzten im King County. Es wurde im April 1978 geschlossen und die Einwohnerzahl der Stadt sank auf 22 im darauffolgenden März. Die Stilllegung des Eisenbahnverkehrs über den Stampede Pass durch die Burlington Northern 1984 führte zu weiterem Bevölkerungsrückgang in Lester. Außerdem schränkten die Stadt Tacoma und der United States Forest Service den Zugang für Einwohner und ihre Gäste weiter ein. Die Einwohner von Lester und die Eisenbahner verfolgten 1983 die Ausweisung des Bahnhofs der Stadt als historischen Ort, als er vom Abriss bedroht war; er wäre beinahe nach North Bend zur Erhaltung umgesetzt worden. Der Bahnhof wurde schließlich durch Brandstiftung zerstört.
1985 verabschiedete die Washington State Legislature ein Gesetz, dass Schulbezirke mit weniger als fünf Schülern aufgegeben werden mussten, was auch den Lester School District betraf. Die Einwohner veranstalteten eine symbolische Beerdigung der Stadt aufgrund der Schließung der Schule.
Die „letzte ehemalige Einwohnerin“ der Stadt, Gertrude Murphy, starb im September 2002 im Alter von 99 Jahren.
Die Telefonnummern der Stadt begannen mit 657-2xxx. Die Vermittlungsstelle, die die Stadt versorgte, eine North Electric CX-100, wird im Museum of Communications in Seattle aufbewahrt. Ein kleines Gebäude für die Vermittlung mit einer US-West-Signatur besteht (heute außer Funktion, da auch der regionale Telefonanbieter US West nicht mehr existiert) weiterhin in Lester.
Für die öffentliche Sicherheit und den Schutz des Einzugsgebietes wurde die verbliebene große Gruppe von Gebäuden (bestehend aus der Wache sowie den Lager-Baracken für Benzin und Öl) 2017 durch die Tacoma Water abgerissen. Andere kleinere Relikte der Siedlung existieren nach wie vor.

## Geographie
Lester liegt östlich von Enumclaw am Green River und der Bahnlinie der BNSF Railway. Die Höhe beträgt 498 m über dem Meeresspiegel.

## Galerie

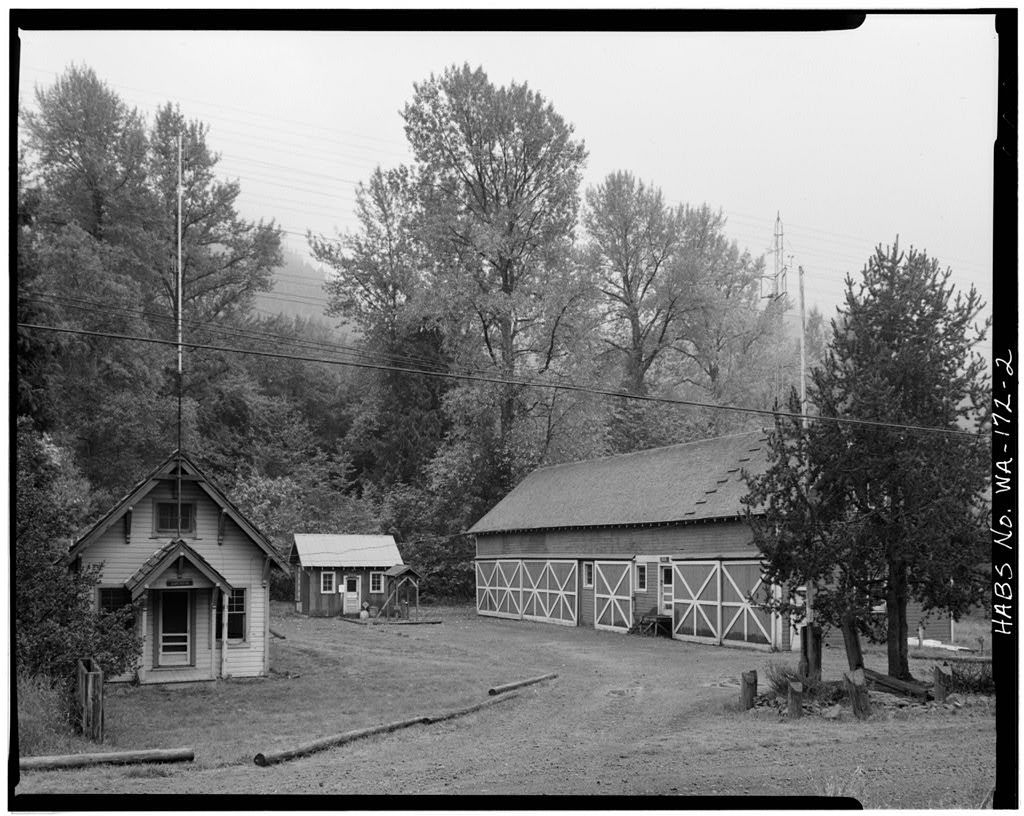
Lester (etwa 1984)
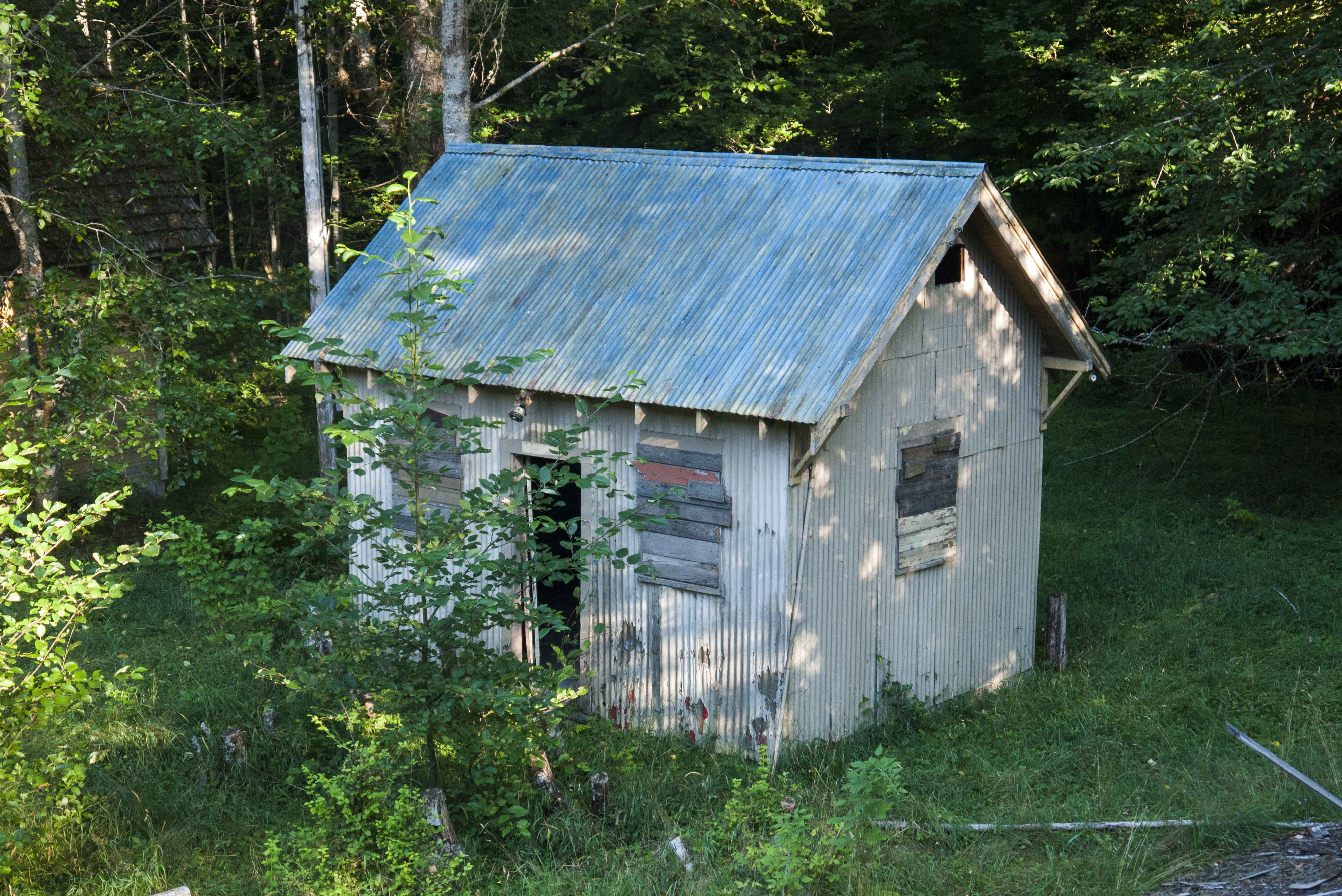
Benzin- und Öllager
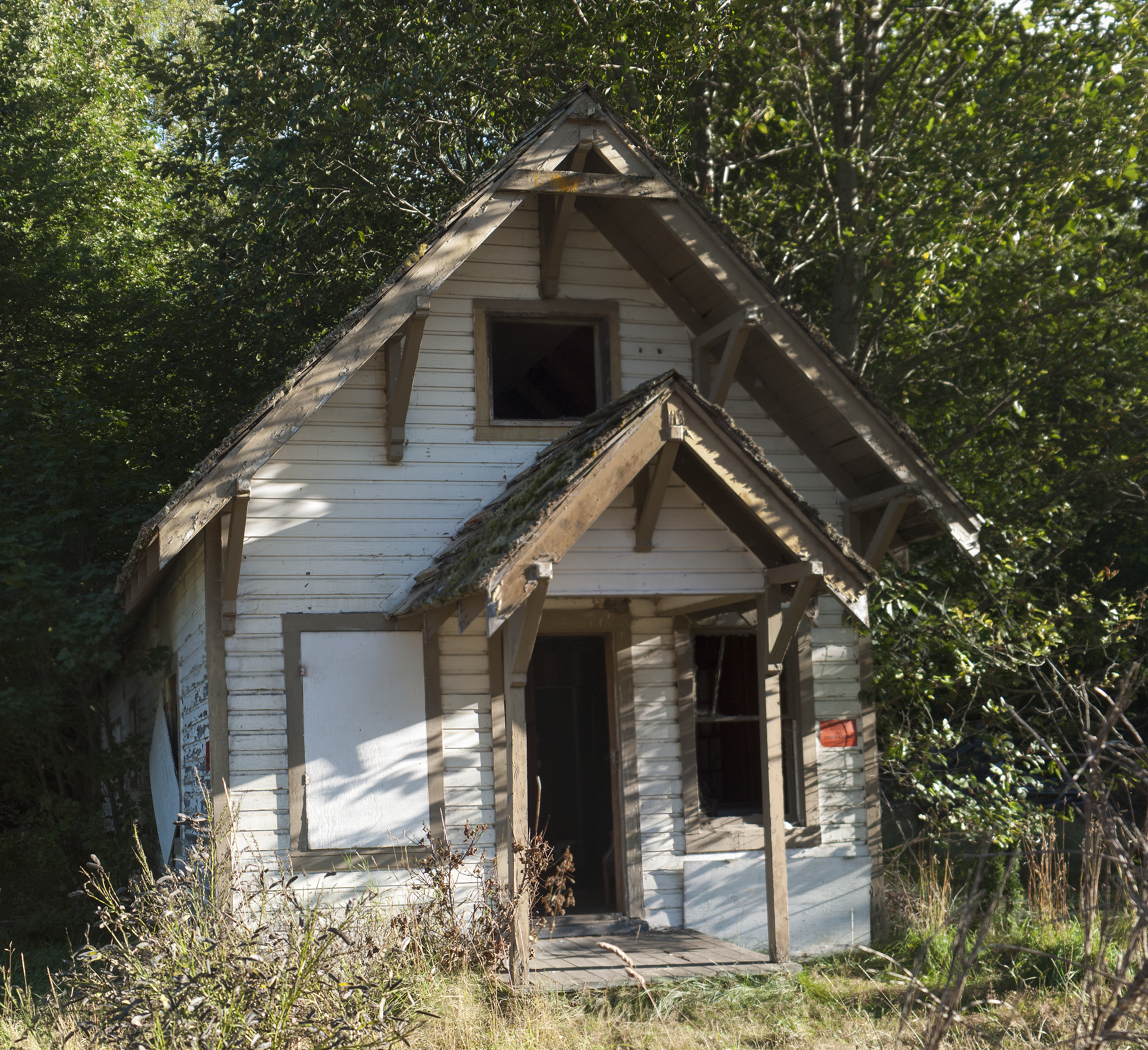
Wache
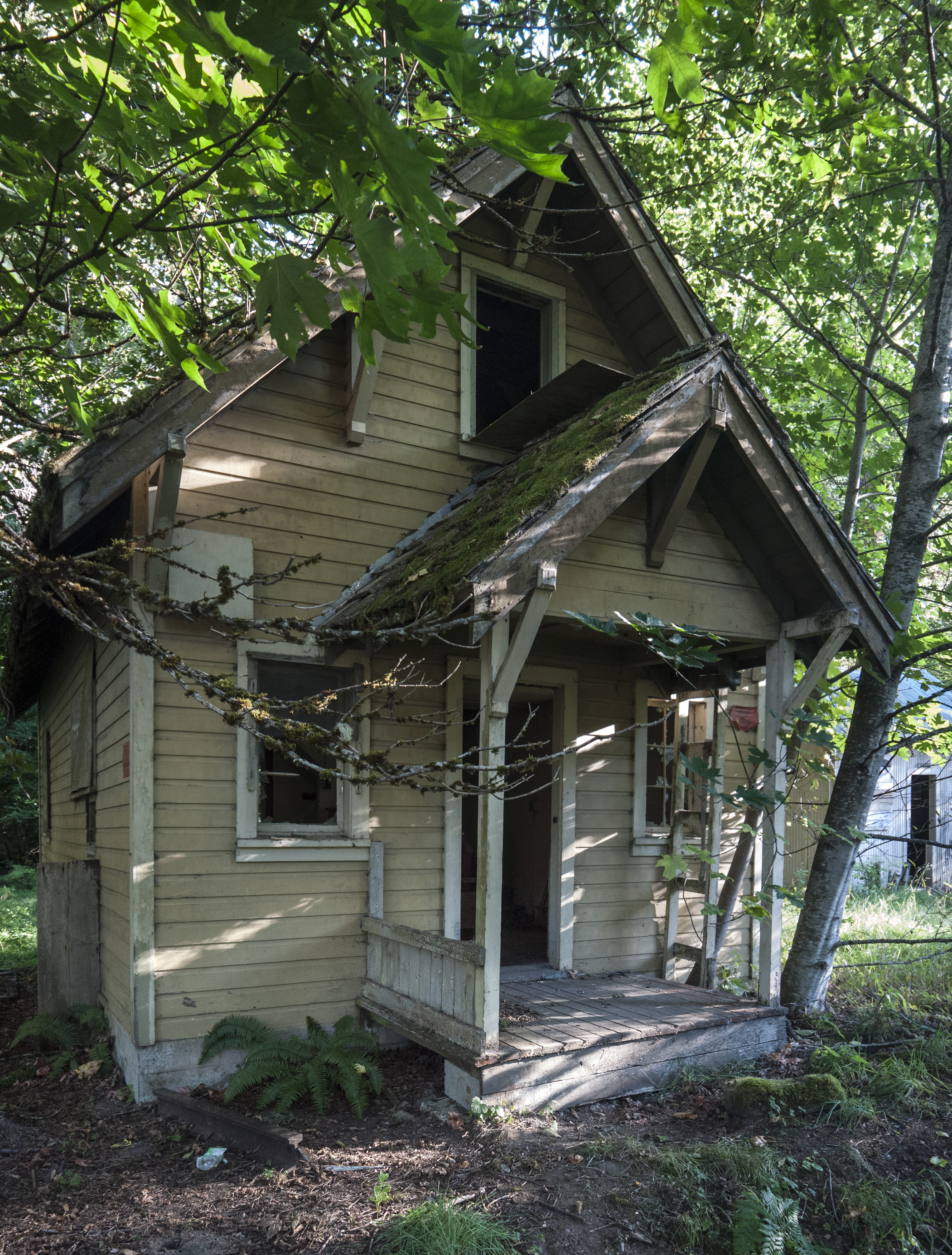
Hinterhaus
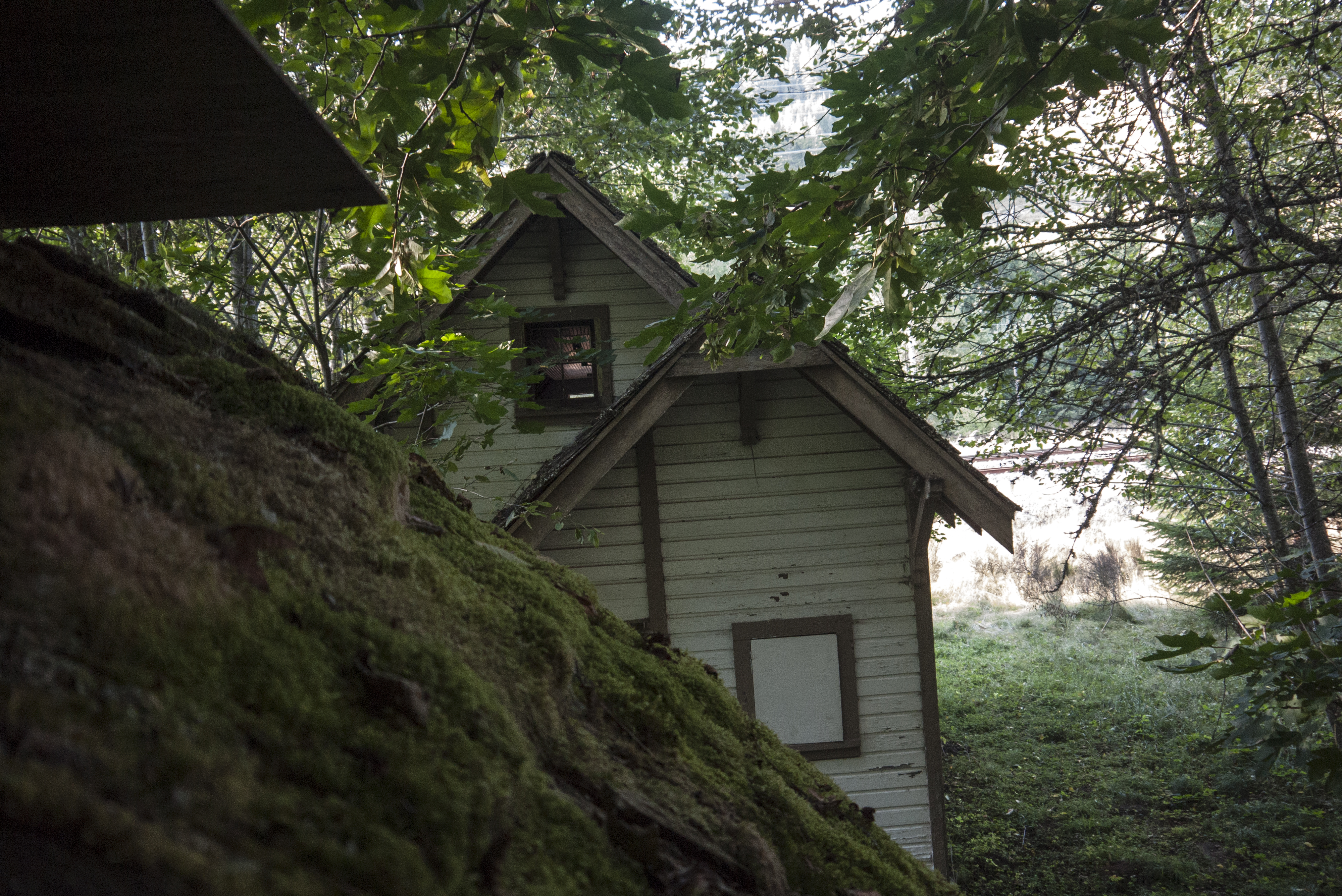
Fenster im Hinterhaus
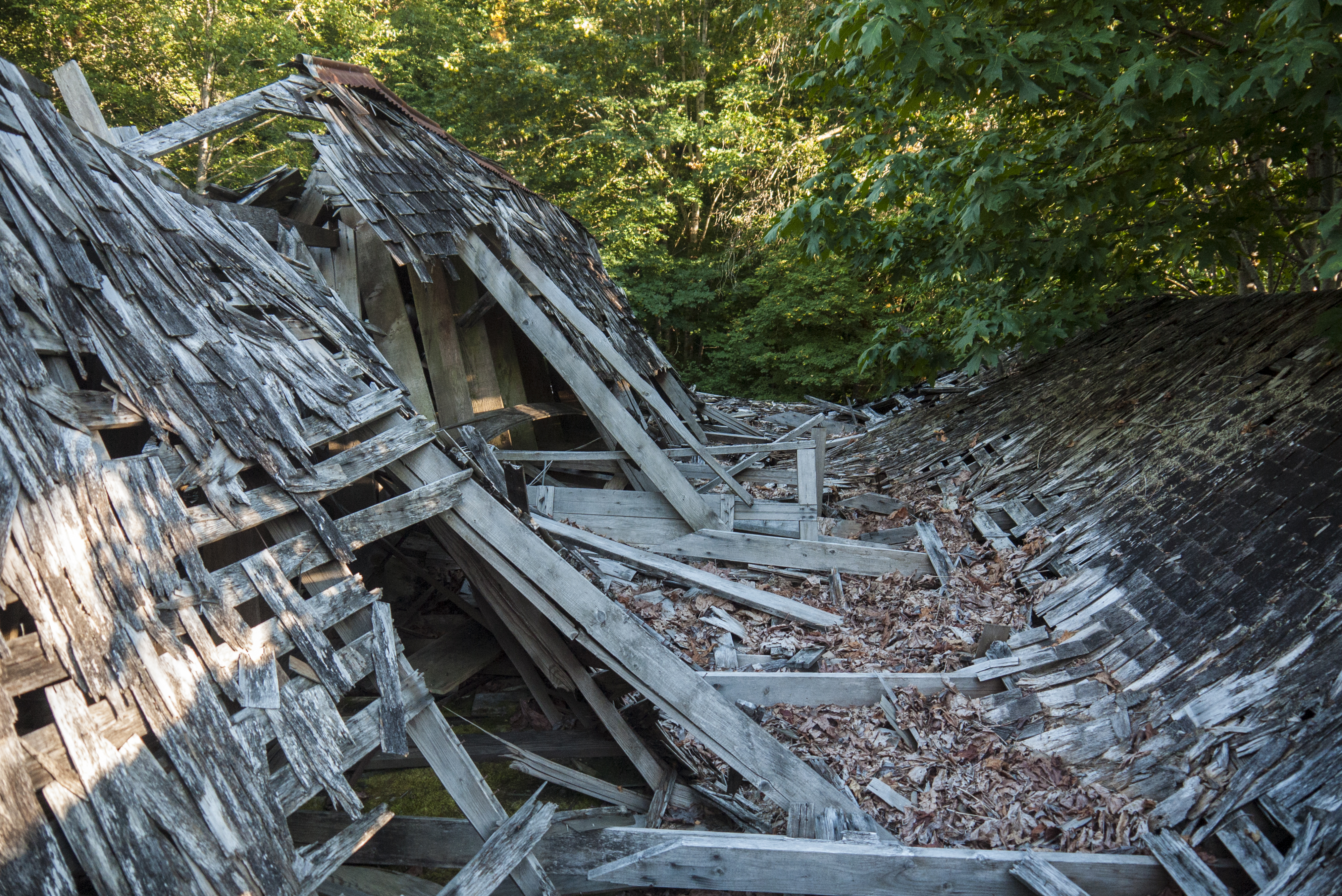
Dach des Lagerhauses
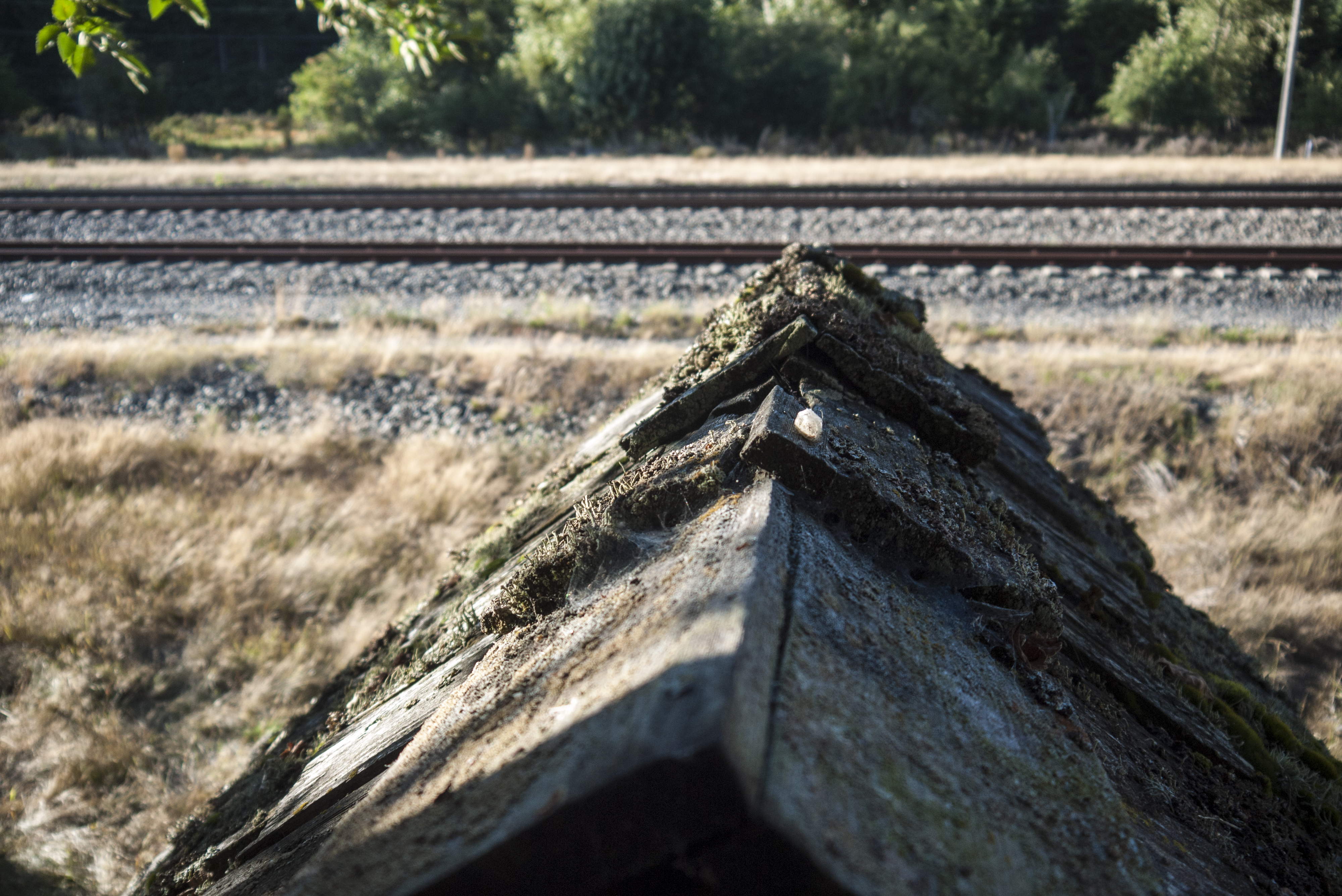
Gleisanlagen in Lester